# Triloquist
Triloquist è un film commedia horror del 2008 scritto e diretto da Mark Jones, con Rocky Marquette, Paydin LoPachin e Brian Krause.
In America il film è uscito solo in formato direct-to-video. Il film è ancora inedito in Italia.

## Trama
Angelina e suo fratello autistico Norbert sono due bambini figli di una ventriloqua fallita. Una sera la donna muore di overdose e lascia in eredità ai due bambini il suo pupazzo parlante Dummy. Però in realtà il pupazzo è vivo e può uccidere le persone. In seguito il pupazzo uccide lo zio dei due bambini che aveva il loro affidamento.
Una volta cresciuti e diventati adolescenti, i due, insieme al pupazzo Dummy, partono verso Las Vegas in cerca di fortuna. Per la strada incontrano una ragazza di nome Robin, ma Angelina si mostrerà molto più violenta e perversa del pupazzo killer, infatti rapirà la ragazza per costringerla ad accoppiarsi col fratello per continuare la stirpe.

## Curiosità
- Il film è stato girato a Lancaster, California.
- Nel film gli attori Brian Krause e Larry Manetti appaiono in un cameo.